# Wahlenbergia graniticola
Wahlenbergia graniticola là loài thực vật có hoa trong họ Hoa chuông. Loài này được Carolin miêu tả khoa học đầu tiên năm 1965.